# Pennapiedimonte
Pennapiedimonte es una localidad de 548 habitantes de la provincia de Chieti: forma parte y es sede de la Comunità Montana della Maielletta.

## Evolución demográfica
| Gráfica de evolución demográfica de Pennapiedimonte entre 1861 y 2001 |
|                                                                       |
| Fuente ISTAT - elaboración gráfica de Wikipedia                       |

- Datos: Q51262
- Multimedia: Pennapiedimonte / Q51262

1. ↑  Worldpostalcodes.org, código postal n.º 66010.
2. ↑  «Codici Catastali». Comuni-italiani.it (en italiano). Consultado el 29 de abril de 2017.